# Selena Gomez & the Scene
A Selena Gomez & the Scene egy amerikai popegyüttes, mely Hollywood-ban alakult meg 2008-ban. Az alapító Selena Gomez az énekes is egyben, a gitáros Drew Taubenfeld, a basszusgitárért Joey Clement felelős, a dobos Greg Garman, a billentyűs pedig Dane Forrest. A csapat közösen három stúdióalbumot, hat kislemezt és ugyanennyi videóklipet adott ki. Debütáló korongjuk, a Kiss & Tell 2009. szeptember 29-én jelent meg. A második kislemez, a Naturally hatalmas sikernek örvendett, többek között Új-Zéland, Írország és Németország toplistáin ért el erős pozíciókat. Második lemezük, az A Year Without Rain 2010. szeptember 17-én jelent meg. Két kislemezzel népszerűsítették a korongot, a Round & Round és A Year Without Rain című felvételekkel. Az album negyedik helyen debütált a Billboard 200-on. A RIAA 2011 januárjában arany minősítést ítélt a lemeznek.
Harmadik lemezük, a When the Sun Goes Down 2011. június 28-án jelent meg. Az első kislemez, a Who Says március 8-án jelent meg. Videóklipje 11-én debütált a Disney Channel-en. A következő kislemez, a Love You Like a Love Song június 17-én került kiadásra.
2012 márciusára 3,4 milliós eladással büszkélkedhetett az együttes az Egyesült Államokban.

## Történet

### 2008-10: Megalakulás, Kiss & Tell és koncertezés
Selena egy 2009-es interjú során jövőbeli terveiről beszélt: „Bandában leszek, nem leszek önálló előadó...nem szeretném a nevemet hozzácsatolni. Énekelni fogok...” Később Twitter fiókján jelentette be a hírt, miszerint a csapat neve a The Scene lesz. Később a kiadó kérésére viszont Selena Gomez & the Scene lett a végleges változat. Első albumuk, a Kiss & Tell 2009. szeptember 29-én jelent meg, és U.S. Billboard 200 9. helyét érte el az első héten, 66 000 eladott példánnyal. A lemez rengeteg stílus ötvözete, és több dalszövegíró munkája hallható rajta. A megalakulás után a billentyűs, Nick Foxer ismeretlen okok miatt kilépett, helyét Dane Forrest vette át.
Az első kislemez, a Falling Down 2009. augusztus 21-én jelent meg, a videóklip augusztus 28-án került nyilvánosságra. A második szám a Naturally december 11-én jelent meg, digitális letöltés formájában. A videót november 14-én forgatták, és a Disney Channel mutatta be. Magyarországon a MAHASZ listáján a negyedik helyezést érte el, az Egyesült Államokban 1 millió vásárlója akadt a dalnak.
Az együttes a Selena Gomez & the Scene: Live in Concert turné során első albumát promotálta. Több eseményen is felléptek, például a Dick Clark's New Year's Rockin' Eve with Ryan Seacrest című műsorban is.

### 2010–2011: A Year Without Rain és az A Year Without Rain Tour
Az együttes második lemeze, az A Year Without Rain 2010. szeptember 17-én jelent meg. Az US Billboard 200 negyedik helyezését érte el, eladások szempontjából felülmúlta a Kiss & Tell sikereit. Az album színvonala leginkább a csapat sikerszámához, a Naturallyhez hasonlítható. "Egy kis szórakozást akartunk. Techno hangulatot szándékoztunk alkotni." – mondta Selena Gomez. Később azt nyilatkozta, sok olyan dalt tartalmaz a korong, melyek az előző lemezre nem kerültek fel. Egy MTV-nek adott interjú során hozzátette: "Nagyon büszke vagyok a felvételre, ez teljesen más, és megmutatja zenei fejlődésünket... szerintem a dalszövegek erőteljesebbek."
A korong első kislemeze – mely a Round & Round címet kapta – 2010. június 18-án jelent meg. A hozzá tartozó videóklip Budapesten készült, és a szám után két nappal került fel a világhálóra. A mű többek között Ausztria, Németország és Szlovákia toplistáin ért el helyezést. A második kislemez az A Year Without Rain lett, melynek videóklipje szeptember 3-án debütált, a Rocktábor 2 premierje után. A szerzeményt többek között a Good Morning America című rendezvény során adta elő az együttes. A szám spanyol változata (Un Año Sin Lluvia) három hónappal az eredetije után jelent meg. Július 13-án megjelent a Live Like There's No Tomorrow kislemezként a Ramona és Beezus című filmhez.

### 2011: When the Sun Goes Down és a We Own the Night Tour
2011. február 15-én az Universal Music bejelentette, hogy az együttes harmadik albuma készülőben van. Az album kezdeti neve Otherside volt. Az első kislemez, a Who Says március 8-án jelent meg. A videóklip a VEVO-n március 11-én debütált. Március 23-án a Hollywood Records bejelentette, hogy a csapat koncertezésbe kezd, a turné We Own the Night Tour elnevezést kapta, és az is kiderült, hogy az új albumot fogják vele promotálni, és az első koncert július 24-én várható. Egy későbbi interjú során Gomez bejelentette, hogy a második kislemez a Love You Like a Love Song lesz. A When the Sun Goes Down című album 2011. június 28-án jelent meg, ezt előzte be a Bang Bang Bang, mely promóciós kislemezként jelent meg. Selena jelenleg új felvételeken dolgozik, mely többek között az A Year Without Rain, Ghost of You, Tell Me Something I Don't Know, Who Says spanyol változatát tartalmazza majd, várhatóan idén meg is jelenik. A csapat a 2011 Teen Choice Awards során lépett fel, és több díjat nyert meg.
Az énekesnő 2011. szeptember 30-án jelentette be, hogy forgatják új videóklipjüket, mely feltehetőleg a Hit the Lights című dalhoz készül.

## Tagok

### Jelenlegi tagok
- Selena Gomez – vokál (2009–napjainkig)
- Greg Garman – dob, háttérvokál (2009–napjainkig)
- Joey Clement – basszusgitáros, háttérvokál (2009–napjainkig)
- Dane Forrest – billentyűs, háttérvokál (2009–napjainkig)

### Korábbi tagok
- Nick Foxer – billentyűs, háttérvokál (2009)
- Ethan Roberts – gitáros, háttérvokál (2009–2012)

## Diszkográfia

### Albumok
| Év   | Album                  |
| ---- | ---------------------- |
| 2009 | Kiss & Tell            |
| 2010 | A Year Without Rain    |
| 2011 | When the Sun Goes Down |

### Kislemezek
| Év   | Kislemez                  |
| ---- | ------------------------- |
| 2009 | Falling Down              |
| 2010 | Naturally                 |
| 2010 | Round & Round             |
| 2010 | A Year Without Rain       |
| 2011 | Who Says                  |
| 2011 | Love You Like a Love Song |
| 2011 | Hit the Lights            |

## Turnék
| Év      | Turné                                     |
| ------- | ----------------------------------------- |
| 2009-10 | Selena Gomez & the Scene: Live in Concert |
| 2010-11 | A Year Without Rain Tour                  |
| 2011    | We Own the Night Tour                     |

## Fordítás
Ez a szócikk részben vagy egészben  a   Selena Gomez & the Scene című angol Wikipédia-szócikk fordításán alapul.  Az eredeti cikk szerkesztőit annak laptörténete sorolja fel. Ez a jelzés csupán a megfogalmazás eredetét és a szerzői jogokat jelzi, nem szolgál a cikkben szereplő információk forrásmegjelöléseként.

## Külső hivatkozások
- (angolul) Az együttes hivatalos honlapja